# NGC 1596
NGC 1596 (другие обозначения — ESO 157-31, AM 0426-550, PGC 15153) — линзообразная галактика (S0) в созвездии Золотая Рыба.
Этот объект входит в число перечисленных в оригинальной редакции «Нового общего каталога».
Галактика NGC 1596 входит в состав группы галактик Dorado.
Имеет компаньона, карликовую неправильную галактику NGC 1602. В центре NGC 1596 был обнаружен вращающийся ионизированный газ.